# Benetton Rugby Treviso 2013-2014

## Rosa
Fonte rosa giocatori: It's Rugby

## Pro12 2013-14

### Stagione regolare
| Incontro                            | Andata | Ritorno |
| ----------------------------------- | ------ | ------- |
| Benetton Treviso — Ospreys          | 19-24  | 7-75    |
| Scarlets — Benetton Treviso         | 26-10  | 41-33   |
| Benetton Treviso — Munster          | 29-19  | 3-14    |
| Ulster — Benetton Treviso           | 32-13  | 14-12   |
| Benetton Treviso — Connacht         | 23-3   | 6-38    |
| Edimburgo — Benetton Treviso        | 20-13  | 16-20   |
| Cardiff Rugby — Benetton Treviso    | 17-13  | 20-19   |
| Benetton Treviso — Leinster         | 20-21  | 7-62    |
| Newport G.D. — Benetton Treviso     | 26-26  | 27-45   |
| Glasgow Warriors — Benetton Treviso | 29-10  | 38-16   |
| Benetton Treviso — Zebre            | 20-15  | 12-14   |

#### Risultati della stagione regolare
| Posizione | G  | V | N | P  | PF  | PS  | DP   | B | Pt |
| --------- | -- | - | - | -- | --- | --- | ---- | - | -- |
| 11ª       | 22 | 5 | 1 | 16 | 376 | 591 | -215 | 8 | 30 |

## Heineken Cup 2013-14

### Prima fase

#### Girone 5
| Incontro                       | Andata | Ritorno |
| ------------------------------ | ------ | ------- |
| Benetton Treviso — Montpellier | 10-27  | 6-24    |
| Leicester — Benetton Treviso   | 34-3   | 34-19   |
| Ulster — Benetton Treviso      | 48-0   | 35-3    |

#### Risultati del girone 5
| Posizione | G | V | N | P | PF | PS  | DP   | B | Pt |
| --------- | - | - | - | - | -- | --- | ---- | - | -- |
| 4ª        | 6 | 0 | 0 | 6 | 41 | 202 | -161 | 0 | 0  |

## Verdetti
- Benetton Treviso qualificato alla Champions Cup 2014-15